# Rob Harrison
Rob Neil Harrison (* 5. Juni 1959) ist ein ehemaliger britischer Mittelstreckenläufer.
Bei den Leichtathletik-Halleneuropameisterschaften 1985 in Piräus gewann er Gold über 800 Meter. 1986 wurde er, für England startend, bei den Commonwealth Games in Edinburgh Vierter über 1500 Meter. Über dieselbe Distanz gewann er bei der Universiade 1987 Silber und wurde bei den Halleneuropameisterschaften 1990 in Glasgow Achter.
1984 wurde er AAA-Vizemeister über 800 Meter, 1985 und 1986 AAA-Hallenmeister über 1500 Meter.

## Persönliche Bestzeiten
- 800 m: 1:45,31 min, 21. Juli 1984, Oslo
  - Halle: 1:47,72 min, 2. März 1985, Piräus
- 1000 m: 2:17,20 min, 18. August 1984, London
- 1500 m: 3:35,74 min, 26. Mai 1986, Cwmbran
  - Halle: 3:42,95 min, 26. Januar 1985, Cosford
- 1 Meile: 3:53,85 min, 15. Juli 1986, Nizza
  - Halle: 3:59,35 min, 9. März 1985, Cosford